# Paul Viereck (Richter)
Paul Friedrich Heinrich Viereck (* 21. Mai 1860 in Güstrow; † 24. August 1915 in Leipzig) war ein deutscher Jurist und Reichsgerichtsrat.

## Leben
Paul Viereck entstammte anscheinend einer alten Güstrower Juristenfamilie, die spätestens seit dem 18. Jahrhundert wiederholt Ratspositionen besetzte. Er selbst wurde in der mecklenburgischen Vorderstadt Güstrow geboren als Sohn und wohl ältestes Kind des namensgleichen Advokaten und Senators Paul Viereck (* 1830) und dessen Frau Hermine. Sein Elternhaus in Güstrow [Schlossplatz 4] zählt zu den imposanten Bürgerbauten der Stadt. Bei der Volkszählung 1867 im Landesteil Mecklenburg-Schwerin besuchte er gerade die Elementarschule seiner Vaterstadt. Zu dieser Zeit lebte er im Güstrower Elternhaus gemeinsam mit zwei jüngeren Schwestern.
Ostern 1879 bestand Viereck als Schüler der Domschule Güstrow das Abitur. Anschließend studierte er Rechtswissenschaften an den Universitäten Jena, Leipzig und Rostock. 1884 wurde er Referendar. 1888 bestand er die zweite juristische Prüfung vor dem Prüfungssenat des Oberlandesgerichts zu Rostock mit Auszeichnung. Im selben Jahr 1888 amtierte Viereck von Mai bis Oktober als Bürgermeister von Neustadt (Meckl.). 1893 wurde er zum Amtsrichter ernannt. Im Jahr darauf wurde er zum Landgerichtsrat befördert. Bei der Volkszählung am 1. Dezember 1900 wohnte Paul Viereck, inzwischen verheiratet und Vater von wenigstens zwei Kindern, noch immer oder schon wieder in Güstrow, Mühlenstraße 1.
Zu Neujahr 1909 empfing Paul Viereck die Berufung als Oberlandesgerichtsrat an das Oberlandesgericht Rostock. 1912 wurde er Rat beim Reichsgericht. Dem I. Zivilsenat des Reichsgerichts gehörte er bis zu seinem Tod 1915 an.